# Frenchman's Cove
Frenchman's Cove est une municipalité canadienne située sur l'île de Terre-Neuve dans la province de Terre-Neuve-et-Labrador.